# معجزات الأنبياء (إسلام)
المعجزة في الإسلام هي أمر خارق للعادة على يد نبي تكون من نفس النوع الذي برع به قوم هذا النبي، وهي تعجز الآخرين عن الإتيان بمثلها؛ فتعددت المعجزات واختلفت لتتناسب الأقوام؛ فقوم النبي عيسى في الإسلام اشتهروا بالطب وأتقنوه فكانت معجزته التي أيده ربه بها وأجراها على يديه هي إحياء الموتى وإبراء الأبرص والاعمى. وكذلك إنزال مائدة من السماء كما طلبوا منه، وكذلك كان يعمل تماثيل من الطين ثم ينفخ فيها فتكون طيراً، وتكليمهم في مهده كلها معجزات في الإسلام فلا أحد منهم استطاع المجيء بمثلها.

## معجزة موسى
أما النبي موسى فكانت معجزته تحويل العصا إلى أفعى كبيرة جداً، وادخال يده في جيبه فتخرج بيضاء من غير سوء آية لقومه، وذلك لاشتهارهم بالسحر وخداع أعين الناس، فلما رأى السحرة معجزته آمنوا به، فهم يميزون السحر عن الحقيقة.

## معجزة صالح
أما النبي صالح فكانت معجزته الناقة التي تخرج من الصخر قيل في القرآن:﴿وَإِلَى ثَمُودَ أَخَاهُمْ صَالِحًا قَالَ يَا قَوْمِ اعْبُدُوا اللَّهَ مَا لَكُمْ مِنْ إِلَهٍ غَيْرُهُ قَدْ جَاءَتْكُمْ بَيِّنَةٌ مِنْ رَبِّكُمْ هَذِهِ نَاقَةُ اللَّهِ لَكُمْ آيَةً فَذَرُوهَا تَأْكُلْ فِي أَرْضِ اللَّهِ وَلَا تَمَسُّوهَا بِسُوءٍ فَيَأْخُذَكُمْ عَذَابٌ أَلِيمٌ ۝٧٣﴾ [الأعراف:73]

## معجزة إبراهيم
أما معجزة النبي ابراهيم فهي خروجه من النار سالماً عندما القاه فيها قومه ليحرقوه لانه حطم اصنامهم، ودعاهم للايمان بالله تعالى، وترك عبادة الاصنام. قيل في القرآن: ﴿قُلْنَا يَا نَارُ كُونِي بَرْدًا وَسَلَامًا عَلَى إِبْرَاهِيمَ ۝٦٩﴾ [الأنبياء:69]

## معجزات سليمان
أما معجزات النبي سليمان علمه وفهمه للغة الحيوانات والطيور؛ كالهدهد والنمل، وتسخير الريح والجن والانس جنود له. واعطاه الله تعالى ملكاً لم يعطه لاحد بعده، وغيرها من المعجزات.

## معجزة النبي محمد
أما النبي محمد فمعجزاته تعددت وكثرت وأهمها اعجاز القرآن الكريم وبلاغته، وفرقه بين الرسل السابقين على ان القرآن الكريم معجزة خالدة في الرسول وتبقى ليوم القيامة فقد وصف قومه بالبلاغة وإتقان اللغة العربية فكان على لسان النبي القرآن العظيم المليء بالاعجاز اللغوي والبياني والعلمي والغيبي. قيل في القرآن:﴿لَا تُحَرِّكْ بِهِ لِسَانَكَ لِتَعْجَلَ بِهِ ۝١٦ إِنَّ عَلَيْنَا جَمْعَهُ وَقُرْآنَهُ ۝١٧ فَإِذَا قَرَأْنَاهُ فَاتَّبِعْ قُرْآنَهُ ۝١٨ ثُمَّ إِنَّ عَلَيْنَا بَيَانَهُ ۝١٩﴾ [القيامة:16–19] فما أتى به محمد أبهرهم فلم يكن شعراً فهم يعرفون الشعر تماماً، ولم يكن كاهناً وعرافاً، فهم يعرفون الكهنة والعرافيين من بينهم، ويميزون كلامهم، وليس بسحر فقد ادركوا ان كلامه ما اتى به أحد من قبله، وقد أعجبهم بشدة؛ فمنهم من آمن به ومنهم من كفر. وقد تكفل الله تعالى بحفظه إلى يوم القيامة قائلاً:﴿إِنَّا نَحْنُ نَزَّلْنَا الذِّكْرَ وَإِنَّا لَهُ لَحَافِظُونَ ۝٩﴾ [الحجر:9] وسماعه – عليه السلام- لأهل القبور ومعجزة انشقاق القمر - أيضاً - ومخاطبته لقتلى أحد، وحنين جذع النخلة حينما تركها، واهتزاز جبل أحد حينما وقف عليه يوماً، وينوع الماء من بين أصابعه، وكذلك إضاءة المدينة المنورة لقدومه، وظلامها لموته، ونزول المطر مباشرة بعد استسقائه، والإسراء والمعراج من معجزات النبي محمد واخباره عن أمور وقعت في الماضي، وستقع في المستقبل، وغيرها الكثير من معجزاته. وقد عجز الخلق أن يأتوا بمثل القرآن الكريم ولا حتى بآيه واحدة.

## الفرق بين المعجزة والكرامة
هناك فرق بين المعجزة والكرامة؛ فالمعجزة خاصة بالرسل والانبياء. أما الكرامة فهي خاصة بأولياء الله الصالحين، كرمهم الله بها للدلالة على صحة الطريقة التي يتبعونها. إن المعجزات تبين قدرة الله عز وجل ولا تضاهيها قدرة أحد. والمعجزة تزيد الرسل تأييدنا وتطمئنهم، وتزيد إيمان الناس واقتناعهم بنبيهم وبربهم خالقهم، وكذلك المعجزة تكون حجة الله على خلقه فلو لم تأتهم البينات والادلة لكان حجتهم يوم القيامة بكفرهم أنهم لم يأتهم البلاغ من ربهم، لذا فمن عدل الله تعالى ورحمته إرسال الرسل والانبياء بأدلة وبراهين ومعجزات للناس، ومن ثم يختارون الإيمان بهم أو الكفر ولهم الخيار وعلى الله تعالى الحساب والجزاء.